# Ratelpopuliermineermot
De ratelpopuliermineermot (Stigmella assimilella) is een vlinder uit de familie dwergmineermotten (Nepticulidae). De wetenschappelijke naam is voor het eerst geldig gepubliceerd in 1848 door Zeller.

## Kenmerken
De spanwijdte is 5-6 mm De larven mijnen de bladeren van hun waardplant, die populier omvat, waaronder Witte abeel (Populus alba), Grauwe abeel (Populus canescens) en 'Ratelpopulier (Populus tremula).

## Voorkomen
De soort komt voor in Europa.